# Мінеральні води

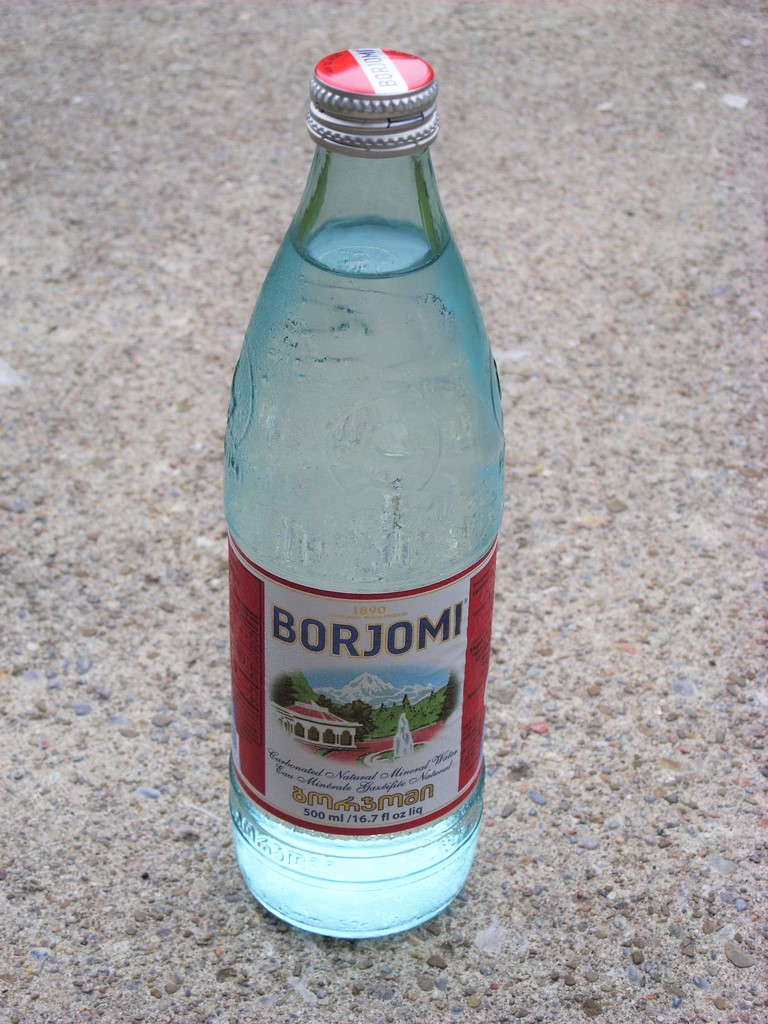
Пляшка «Borjomi»

Мінера́льні во́ди — підземні (іноді поверхневі) води з підвищеним вмістом деяких хімічних елементів і сполук, а також газів, зі специфічними фізико-хімічними властивостями (температура, радіоактивність та ін.), що справляють цілющий вплив на організм людини. Межею прісних і мінеральних вод вважають мінералізацію. Мінеральні води часто володіють цілющими властивостями. Зловживання мінеральною водою, особливо для хворих, може призвести до важких наслідків для здоров'я, тому вживати її рекомендується тільки за рекомендацією лікаря та в обумовлених ним кількостях.

## Генезис
Мінеральні води утворюються з вадозних вод, морських вод, похованих у процесі нагромадження осадів, вивільнення конституційної води в умовах регіонального та контактового метаморфізму гірських порід. Ці води збагачуються солями і газами порід, з якими вони контактують. Хімічний склад і закономірності поширення мінеральних вод зумовлено особливостями геологічної будови, рельєфу, клімату та гідрології певних ділянок.

## Класифікація
Докладніше: Класифікація вод за В. В. Івановим та Г. А. Невраєвим

### За мінералізацією
За мінералізацією вирізняють мінеральні води:
- слабкомінералізовані (1—2;‰),
- малої мінералізації (2—5 ‰),
- середньої мінералізації (5—15 ‰),
- високої мінералізації (15—30 ‰),
- розсольні (35—150 ‰)
- міцнорозсольні (150 ‰ і більше).

### За йонним складом
Мінеральні води поділяються на хлоридні (Cl-), гідрокарбонатні (HCO-
3), сульфатні (SO2-
4), натрієві (Na+), кальцієві (Са2+), магнієві (Mg2+) тощо.
За газовим складом та специфічними елементами вирізняють: вуглекислі, сульфідні (сірководневі), азотні, бромисті, йодисті, залізисті, арсенисті, кремнієві, радонові та інші.
За температурою мінеральні води поділяються на холодні (до 20 °C), теплі, або субтермальні й термальні води; залежно від наявності газів і специфічних елементів та за бальнеологічним значенням — на вуглекислі, сульфідні, залізисті, стибіїсті, радонові, бромисті, йодисті, мінеральні без специфічних компонентів та ін., а також за pH та радіоактивністю.

## Поширення
На поверхні Землі виділяються провінції мінеральних вод, кожна з яких характерна своїми гідрогеологічними умовами, геологічним розвитком, походженням і фізико-хімічними характеристиками мінеральних вод. Ізольовані пластові системи артезіанських басейнів — це провінції солоних вод і розсолів з мінералізацією до 300—400 (600) г/дм3. Складчасті регіони і області омолоджених платформ відповідають провінціям вуглекислих М.в., а області з проявами новітніх тектонічних рухів — провінціям азотних слабкомінералізованих лужних, кременистих вод.

## Склад
Склад мінеральних вод вказують за формулою, запропонованою радянськими вченими М. Г. Курловим і Е. Е. Карстенсом. Це псевдоформула, що наочно відображає основні властивості хімічного складу води. У чисельнику дробу пишуть аніони, в знаменнику — катіони, присутні в кількості більш 25%-еквівалентів (з розрахунку, що аніони і катіони складають по 100 %). Поряд з символом іона указують вміст його в відсоткових еквівалентах. Попереду дробу скорочено указують величину мінералізації М (у г/л) і недиссоційовані частини або гази (у мг/л) і радіоактивність (у еманах), якщо вони додають воді специфічні властивості, а в кінці дробу — температуру T (у °С), рН води і дебіт свердловини Д (у м³/добу). Наприклад, формула кисловодського нарзану (однієї зі свердловин):
{\displaystyle CO_{2_{\,2{,}2}}\,M_{_{2{,}3}}{\frac {HCO_{3}57\,SO_{4}31}{Ca31\,Mg23}}\;T14^{\circ }C\,pH6{,}2}
Проте рекомендується вписувати другий (тобто третій) аніон і катіон, навіть якщо його зміст дуже незначний (понад 5%-екв.);
 …розшифровується вона таким чином: вуглекисла (2,2 г/л CO
2) гідрокарбонатно-сульфатна кальцієво-магнієва вода з мінералізацією 2,3 г/л, та температурою 14 °C і pH 6,2.

## Мінеральні води України
На території України виявлено понад 500 (?) джерел різноманітних мінеральних вод, головним чином у межах Українських Карпат (Нафтуся, Свалява, Поляна Квасова та ін.), Українського щита (Хмільник, Миронівка та ін.), Дніпровсько-Донецької западини (Миргород). Основні родовища Мінеральних вод в Україні:
 Вінниччина: Хмільницьке (радонові джерела), Тульчинське, «Регіна» (Муровані Курилівці), «Подольська» (Вінниця), «Шумилівська» (Томашпільський р-н);

Основні родовища мінеральних вод в Україні: Степанське, Данишівське, Полонське, Березівське, Миргородське, Новопсковське, Білоцерківське, Миронівське, Хмільницьке, Лиманське, Старобільське, Моршинське, Збручанське, Трускавецьке, Солуки, Конопківське, Новозбручанське, Слов'яногірське, Плосківське, Новополянське, Звенигородське, Полянське, Сойминське, Знам'янське, Луганське, Синяцьке, Голубинське, Брусницьке, Гірськотисенське, Лазурне, Куяльник, Кирилівське, Одеське, Сергіївське, Колодязне, Феодосійське, Євпаторійське, Шаян.
Мінеральні води використовують у медицині (бальнеологія, бальнеотерапія), деякі — в теплоенергетиці. У ширшому розумінні до Мінеральних вод відносять також природні промислові води, з яких видобувають йод, бром, бор та інші компоненти, і термальні води, які використовуються з енергетичною метою. Порогом між прісними і Мінеральними водами зазвичай вважають мінералізацію 1 г/дм3.
Понад 80 джерел мінеральних вод України використовуються для 50 курортів, 20 бальнеолікарень, 40 заводів лікувально-столових вод. Найпоширеніші мінеральні води: вуглекислі, сірководневі, залізисті, йодобромні, бромні, радонові (радіоактивні).

## Бутильована природна мінеральна вода
→ Основна стаття: Бутильована природна мінеральна вода

## Галерея обраних фото

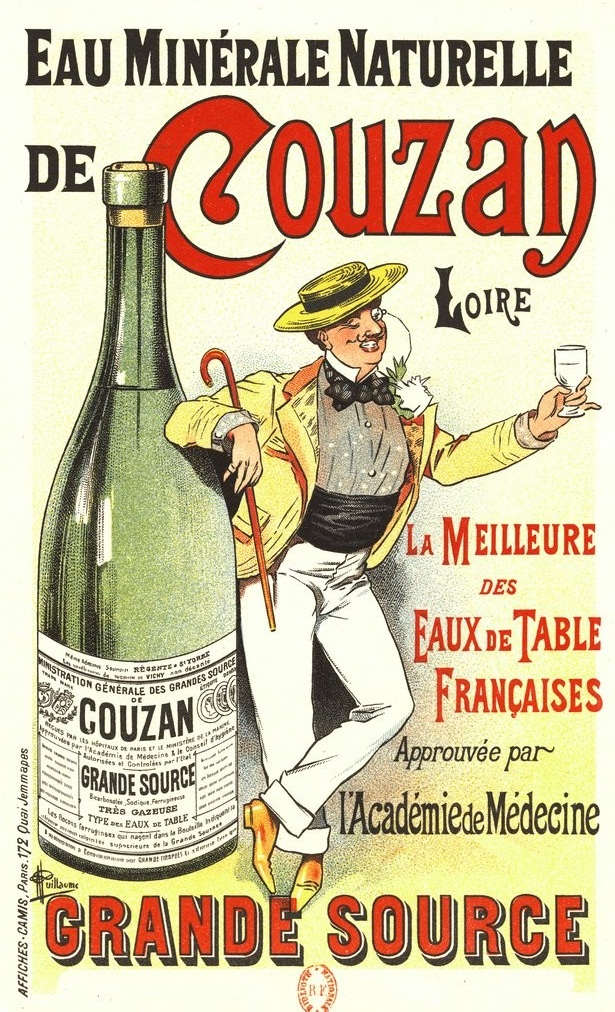
Реклама природної мінеральної води, Франція, до 1895 р.
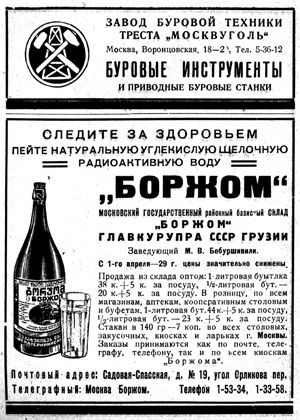
Реклама води «Боржом», 1929 р.
Вода мінеральна Боржомі
Вода мінеральна Моршинська, Україна, 2016 р.
Вода мінеральна лікувально столова Торська, Україна, 1997 р.
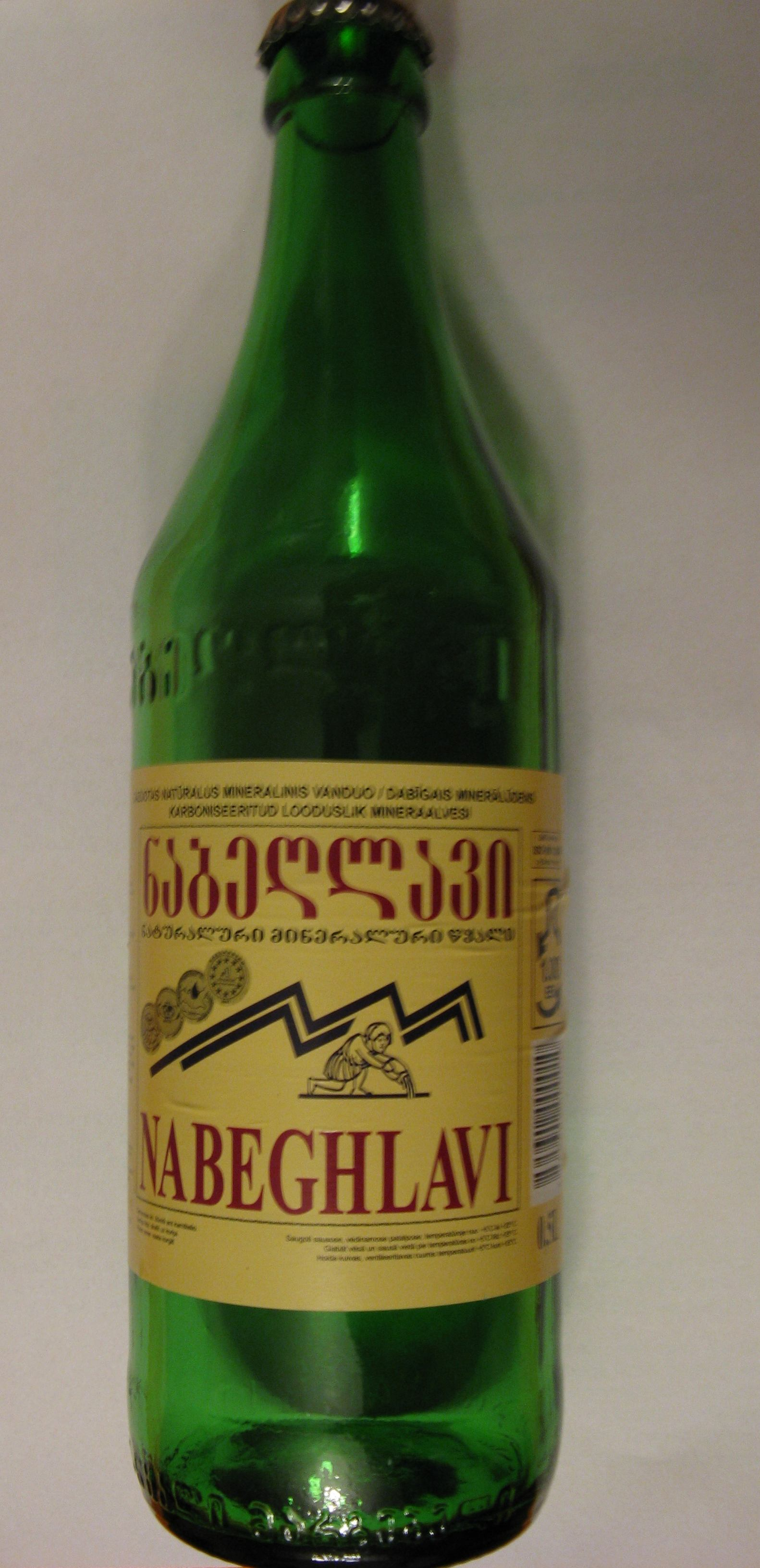
Пляшка мінеральної води «Набеглаві»